# دیمیت (تگزاس)
دیمیت، تگزاس(به انگلیسی: Dimmitt, Texas) شهری در ایالت تگزاس از ایالات جنوبی ایالات متحده آمریکا است. در سرشماری سال ۲۰۰۰، جمعیت این شهر ۴۳۷۵ نفر اعلام شد.